# Ньюман (Сайнфелд)
Ньюман (англ. Newman) — главный антагонист культового американского телевизионного сериала «Сайнфелд». Роль исполнил американский актёр Уэйн Найт. Он заклятый враг Джерри Сайнфелда и хороший друг Космо Крамера. Ньюман живёт в квартире 5Е, которая находится прямо по коридору от квартиры Джерри. Он работает почтальоном и часто ввязывается в деловые авантюры Крамера.
Джерри описывает Ньюмана, как «чистое зло» и предпочитает здороваться с ним фразой «Привет, Ньюман!», которая стала крылатой. Голос Ньюмана впервые звучит в эпизоде «Месть» (англ. The Revenge) (его озвучил один из создателей шоу Ларри Дэвид). Найт в роле Ньюмана появляется в эпизоде «Суицид» (англ. The Suicide). Всего персонаж Ньюмана задействован в 48 эпизодах.
Ньюман часто включается в списки величайших злодеев. В 2013 году TV Guide поместил его в свой список 60 самых отвратительных злодеев всех времен. В 2016 году Rolling Stone назвал его 16 среди величайших телевизионных злодеев всех времен.

## Комментарии
1. ↑  В интервью Sacramento Bee Найт рассказал, что однажды его остановил полицейский, просто чтобы сказать: «Привет, Ньюман»